# Haematopota borneana
Haematopota borneana är en tvåvingeart som beskrevs av Camillo Rondani 1875. Haematopota borneana ingår i släktet Haematopota och familjen bromsar. Inga underarter finns listade i Catalogue of Life.